# سهره صورتی

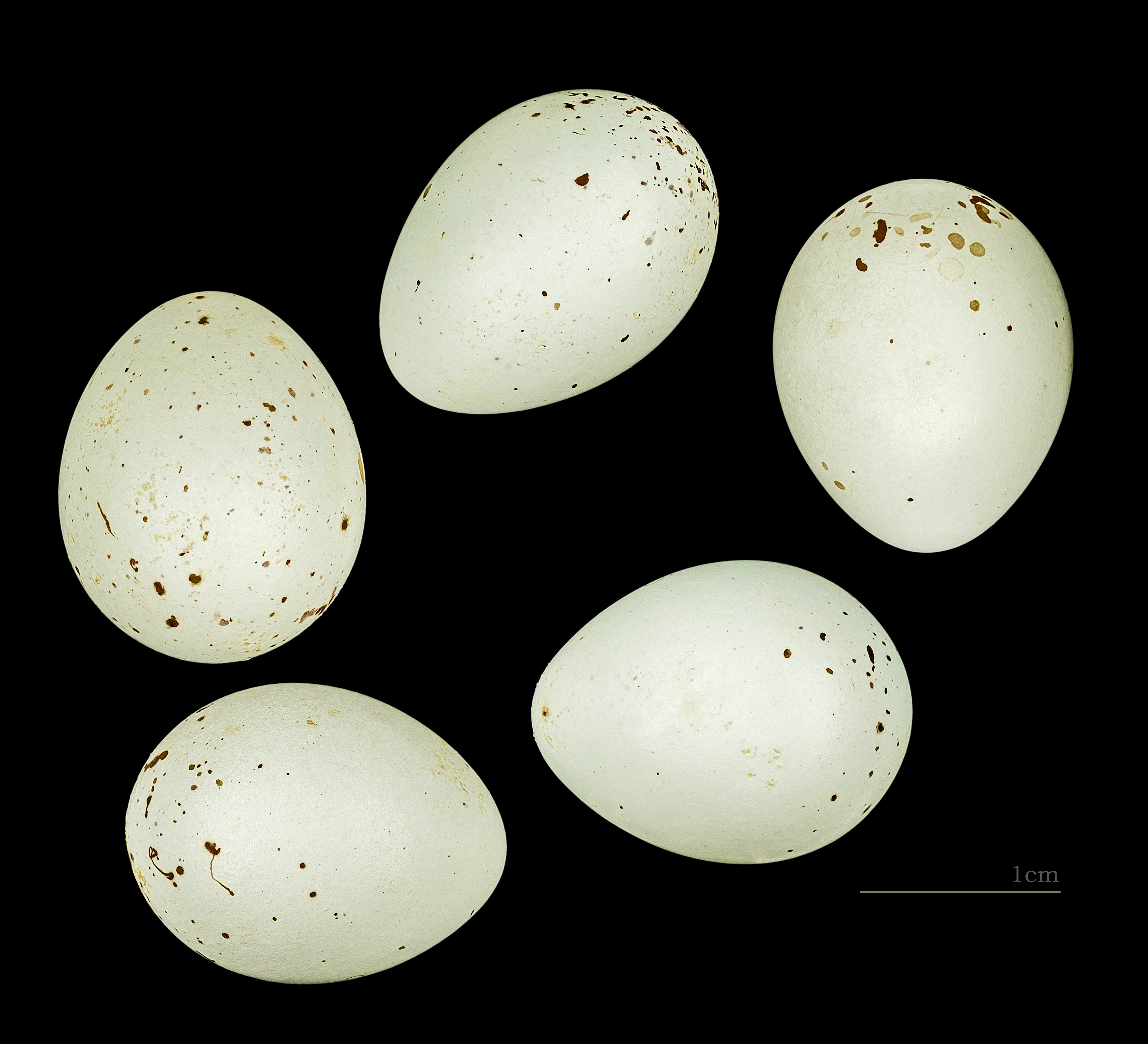
Bucanetes githagineus amantum

سهره صورتی   (نام علمی: Rhodopechys githagineus) پرنده‌ای از تیره سهرگان است که ۱۲ سانتی متر طول، سر نسبتاً بزرگ، منقار ضخیم و دم نسبتاً کوتاه دارد و از روی زمین تغذیه می‌کند. پرنده نر در هنگام زادآوری، به واسطه سر خاکستری، پیشانی صورتی روشن، زیر تنه، دمگاه و بال‌های صورتی شفاف و نوک نارنجی قرمز به آسانی شناخته می‌شود. پرنده نابالغ و پرنده ماده و پرنده جوان، در اولین زمستان، غالباً به رنگ شنی نخودی با دُم اندکی کمرنگ‌تر، دُم و بال‌های سیاه خاکستری (رنگ انتهای پرها کمرنگ‌تر است) و نوک زرد قهوه‌ای دیده می‌شود. رنگ پاها در همه سنین نارنجی گوشتی است. رنگ حلقه دور چشم کم‌رنگ است. رنگ پر وبال به جز فصل زادآوری، شبیه سهره مغولی، با رنگ و لکه‌های ویژه‌ای روی بال، دُم، ابرو، دمگاه، نوک و پاها دیده می‌شود. در پرواز، رنگ سفید مشخصی در بال‌ها و دمش دیده نمی‌شود. این پرنده در مناطق صخره‌ای لخت و تپه‌های سنگی، بیابان‌ها، اراضی بایر و سنگی و غالباً نزدیک به آب به سر برده و لا‌به‌لای سنگ‌ها یا دیواره‌های سنگی آشیانه می‌سازد. در ایران، بومی ونسبتاً فراوان است.